# Gruppo della clorite
Le cloriti sono un gruppo di minerali fillosilicati micacei.
La loro formula chimica è espressa come:
A5-6T4Z18
dove:
- A = alluminio (Al), ferro bivalente (Fe2+), ferro trivalente (Fe3+), litio (Li), magnesio (Mg), manganese (Mn)) oppure nichel (Ni)
- T = alluminio (Al), ferro trivalente (Fe3+), silicio (Si) oppure una combinazione di essi
- Z = ossigeno (O) e/o ossidrile (OH).

La formula cristallochimica è (Mg,Fe)3(Si,Al)4O10(OH)2•(Mg,Fe)3(OH)6.
Piuttosto diffuse, sono usualmente prodotti di alterazione di altri minerali costituenti le rocce e si suddividono in ortocloriti (o talco-cloriti) e leptocloriti, secondo lo schema indicato:
| Ortocloriti ricche in magnesio | pennina (o penninite)     |
| Ortocloriti ricche in magnesio | clinocloro                |
| Ortocloriti ricche in magnesio | proclorite (o ripidolite) |
| Leptocloriti ricche in ferro   | chamosite                 |
| Leptocloriti ricche in ferro   | thuringite                |

## Caratteristiche chimico-fisiche
Le cloriti sono un gruppo di minerali fillosilicati micacei che cristallizzano principalmente nel sistema monoclino, ma talvolta anche nel sistema triclino oppure ortorombico, con abito pseudoesagonale o pseudotrigonale e sfaldatura in lamelle. I minerali appartenenti a questo gruppo sono teneri (da 2 a 2,5 della scala di Mohs). Il colore varia dal verde al verde-nero, ma può essere anche bianco, giallo, rosso, viola con l'eccezione della Kämmererite che è di colore rosa violaceo e lucentezza madreperlacea.
Il colore dello striscio delle cloriti e generalmente bianco-verdino.
Le cloriti sono silicati di alluminio, magnesio, ferro e gruppi ossidrilici.
L'atomo di silicio è posto al centro di un tetraedro ai cui vertici sono posti gli atomi di ossigeno. Tra due strati tetraedrici si trovano gli atomi di alluminio, magnesio e ferro posti al centro di un ottaedro ai cui vertici si trovano i gruppi ossidrilici. I tre strati prendono il nome di pacchetto. Tra un pacchetto e l'altro si trova uno strato brucitico caratterizzato dal susseguirsi di ottaedri aventi al centro alluminio e magnesio ed ai vertici dei gruppi ossidrilici. I legami fra pacchetto e strato brucitico sono deboli, mentre all'interno dei pacchetti sono forti.

## Origine e giacitura
Le cloriti sono abbastanza comuni nelle rocce metamorfiche di basso grado. Specialmente sono i componenti principali di cloritoscisti e talcoscisti che costituiscono vene rocciose chiamate comunemente pietra ollare.

## Utilizzi
Le cloriti hanno soltanto interesse scientifico e collezionistico, eccezion fatta per la pietra ollare che viene utilizzata per la produzione di vasellame (i cosiddetti lavezzi) ed utensili per la cucina (perlopiù piastre per la cottura alla fiamma).

## Minerali del gruppo della clorite
- Baileycloro
- Borocookeite
- Chamosite
- Clinocloro
- Cookeite
- Donbassite
- Franklinfurnaceite
- Glagolevite
- Gonyerite
- Nimite
- Pennantite
- Sudoite